# Judy Samuel
Judith V. Samuel –conocida como Judy Samuel– (2 de agosto de 1943) es una deportista británica que compitió en natación. Ganó una medalla de plata en el Campeonato Europeo de Natación de 1958 en la prueba de 4 × 100 m libre.

## Palmarés internacional
| Campeonato Europeo | Campeonato Europeo | Campeonato Europeo | Campeonato Europeo |
| Año                | Lugar              | Medalla            | Prueba             |
| ------------------ | ------------------ | ------------------ | ------------------ |
| 1958               | Budapest (Hungría) | Medalla de plata   | 4 × 100 m libre    |